# Nhôm arsenide
Nhôm asenua là một hợp chất hóa học vô cơ có thành phần chính gồm có hai nguyên tố nhôm và asen, có công thức hóa học được quy định là AlAs. Hợp chất này được ứng dụng là một chất bán dẫn, và có thể tạo thành một siêu mạng với gali asenua (công thức: GaAs) dẫn đến các tính chất bán dẫn của hợp chất. Vì các tính chất của hợp chất, nó được dùng làm các bóng bán dẫn HEMT và các thiết bị lượng tử khác.

## Độc tính
Các tính chất hóa học, tính chất và độc tính của hợp chất nhôm asenua không được nghiên cứu cách kỹ lưỡng và ghi lại.
Hợp chất nhôm có nhiều mục đích thương mại và thường được tìm thấy trong ngành công nghiệp. Nhiều trong số những vật liệu này hoạt động về mặt hoá học và do đó có độc tính và phản ứng nguy hiểm.

## Biện pháp phòng ngừa đặc biệt
Các biện pháp phòng ngừa khi vận chuyển và cất giữ: Lưu trữ nơi khô mát, thoáng mát trong các thùng chứa kín. Đảm bảo có thông gió tốt. Mở và sử dụng thùng chứa cẩn thận. Không lưu trữ hợp chất này cùng với axit. Giữ bình chứa hóa chất luôn kín.